# 涔山乡
涔山乡，是中华人民共和国山西省忻州市宁武县下辖的一个乡镇级行政单位。

## 行政区划
涔山乡下辖以下地区：
牛头岔村、正掌沟村、麻地沟村、丁家湾村、春景洼村、寺儿沟村、坝王岭村、王家山村、周家沟村、大沟村、石片沟村、豹子沟村、岔上村、王化沟村、小石洞村、沤泥湾村、小石门村、暖水河村、子丰崖村、秋千沟村、张家崖村、谢家沟村、坝儿沟村、大石洞村、宋家崖村、五花山村和东楼沟村。

## 中国传统村落
- 2012年12月，王化沟村获批第一批中国传统村落。
- 2013年8月，小石门村获批第二批中国传统村落。